# LST-801 천안
LST-801 천안(대한민국 해군) 또는 USS LST-659(미국 해군)은 원래 미국의 군함이었다가 미국에서 원조받은 대한민국의 상륙함이다. 대한민국군에서 인수할 당시의 명칭은 LST-801 용화(용화함)이었지만 천안시(당시 천안군)의 이름을 따서 재명명되었다. 제2차 세계 대전과 옹진반도 전투 등에 참전하였다. USS LST-801과는 다른 군함이다. 

## 같이 보기
- PCC-772 천안 (제2대 천안함)
- FFG-826 천안 (제3대 천안함)